# Rwanda Environment Management Authority
Die Rwanda Environment Management Authority (REMA) ist eine nationale Umweltbehörde in Ruanda. Sie besteht seit 2006 und untersteht dem Umweltministerium. Director General der REMA ist seit Mai 2020 Juliet Kabera.

## Aufgaben
Aufgaben der Behörde sind nach dem Präsidialerlass Nr. 033/01 vom 6. Mai 2022:
1. Umsetzung der Umweltpolitik der Regierung
2. Beratungstätigkeit für die Regierung in Umwelt- und Klimawandelfragen
3. Veröffentlichung eines Berichts über den Zustand der Umwelt in Ruanda im regelmäßigen Abstand von 4 Jahren
4. Festlegung von Maßnahmen zur Verhinderung bzw. Abschwächung des Klimawandels und Anpassung an seine Folgen
5. Forschungs- und Studienaktivitäten in den Bereichen Umweltschutz und Klimawandel
6. Überwachung und Bewertung von Entwicklungsprogrammen und -projekten, um die Einhaltung von Gesetzen und Vorschriften zum Umweltschutz zu gewährleisten
7. Ausarbeitung von Aktionsplänen und Strategien zur Vorbeugung von Katastrophen und Behebung von Gefahren, die die Umwelt schädigen können
8. Erstellung technischer Richtlinien zum Umweltschutz und der Anpassung an den Klimawandel
9. Beratung und technische Unterstützung für Einrichtungen, die sich mit dem Management natürlicher Ressourcen und dem Umweltschutz befassen
10. Erstellung, Veröffentlichung und Verbreitung von Handbüchern über Leitlinien und Gesetze zum Umweltmanagement
11. Koordinierung, Überwachung und Bewertung von Umweltverträglichkeitsprüfungen, Umweltaudits und strategischen Umweltuntersuchungen bzw. die Erteilung einer schriftlichen Genehmigung dazu an andere Institutionen
12. Überwachung und Reduktion der Auswirkungen der Methangasförderung am Kiwusee
13. Vorschlag von Gesetzen, Vorschriften und Normen, die die nachhaltige Bewirtschaftung der Ressourcen des Kiwusees betreffen
14. Durchsetzung von Gesetzen, Verordnungen und Normen im Zusammenhang mit der nachhaltigen Bewirtschaftung der natürlichen Ressourcen des Kiwusees und gegebenenfalls Vorschläge für rechtliche Änderungen
15. Beratung der Regierung und der Nutzer der natürlichen Ressourcen des Kiwusees im Hinblick auf die Erhaltung der Integrität des Sees und seiner Umwelt
16. Erstellung eines Vorschlags zur Einrichtung eines Frühwarnsystems für Georisiken am Kiwusee und seiner Umgebung und Beitrag zu dessen Einrichtung und Verwaltung
17. Sicherstellung einer effektiven Verwaltung von Forschungs- und Beobachtungsdaten
18. Verbesserung der Zusammenarbeit zwischen Ruanda und der Demokratischen Republik Kongo sowie anderer Organisationen im Zusammenhang mit der sicheren und nachhaltigen Bewirtschaftung des Kiwusees